# Premna benguetensis
Premna benguetensis là một loài thực vật có hoa trong họ Hoa môi. Loài này được C.B.Rob. miêu tả khoa học đầu tiên năm 1908.